# ミレーヌ・ドモンジョ
ミレーヌ・ドモンジョ（フランス語: Mylène Demongeot、1935年9月29日 -  2022年12月1日）は、フランス・ニース出身の女優である。本名はマリ＝エレーヌ・ドモンジョ（フランス語: Marie-Hélène Demongeot)。

## 来歴
17歳で映画デビューし、魔女狩りを描いたアーサー・ミラー作『るつぼ』を映画化したレイモン・ルーロー監督作『サレムの魔女』（1956）で邪悪な娘アビゲイル・ウィリアムズを演じて脚光を浴び、翌57年カルロヴィ・ヴァリ映画祭の最優秀女優賞を受賞。1958年には英国アカデミー賞の有望若手女優賞の候補となる。以来、『悲しみよこんにちは』『女は一回勝負する』（1957）、『お嬢さん、お手やわらかに!』（1958）、『黙って抱いて』『狂った夜』『上と下』（1959）、『ローマの恋』『サビーヌの掠奪』『全戦艦を撃沈せよ』『マラソンの戦い』『黒い狼』（1960）といった映画に次々と出演してフランス本国のみならず、日本でも大人気となる。その後、『ファントマ』シリーズなどにも出演したが、再婚後の出産などで活動をセーブし、舞台やTVにも出演するようになった。
夫は作家ジョルジュ・シムノンの息子で監督のマルク・シムノンで、彼の演出したTV映画にも度々出演している。
晩年は長らく病気を患い、2022年12月1日にパリの病院において死去した。87歳没。

## 日本との関わり
- 1959年6月、第2回「フランス映画祭」に出席するため来日。ゆうばり国際ファンタスティック映画祭のゲストなど来日回数も多い。「スター千一夜」（フジテレビ）1963年12月24日放送の回に出演した。
- 日本映画『ヨーロッパ特急』、『東京タワー』に出演している。
- タツノコプロダクションのアニメーション番組『ヤッターマン』の登場人物「ドロンジョ」のモデルとなっている。なお、ドロンジョの声を演じる小原乃梨子は『お嬢さん、お手やわらかに!』などいくつかの作品でミレーヌ・ドモンジョの吹き替えを担当している。

## ギャラリー

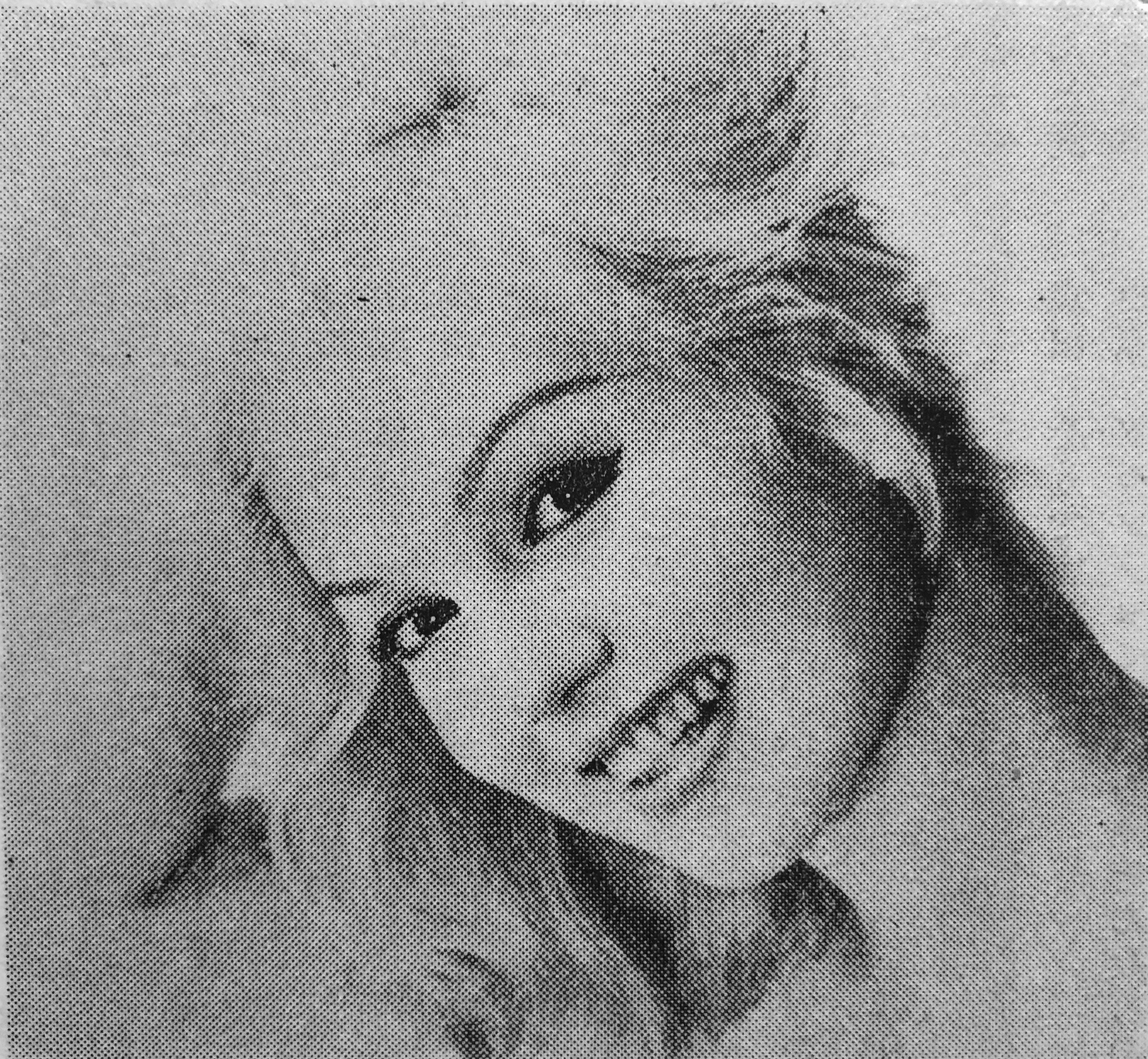
1950年代
『お嬢さん、お手やわらかに!』（1959年）
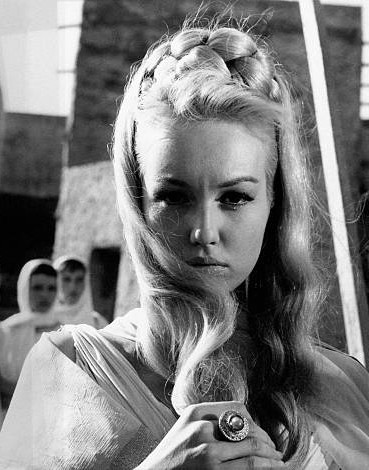
『サビーヌの掠奪』（1961年）
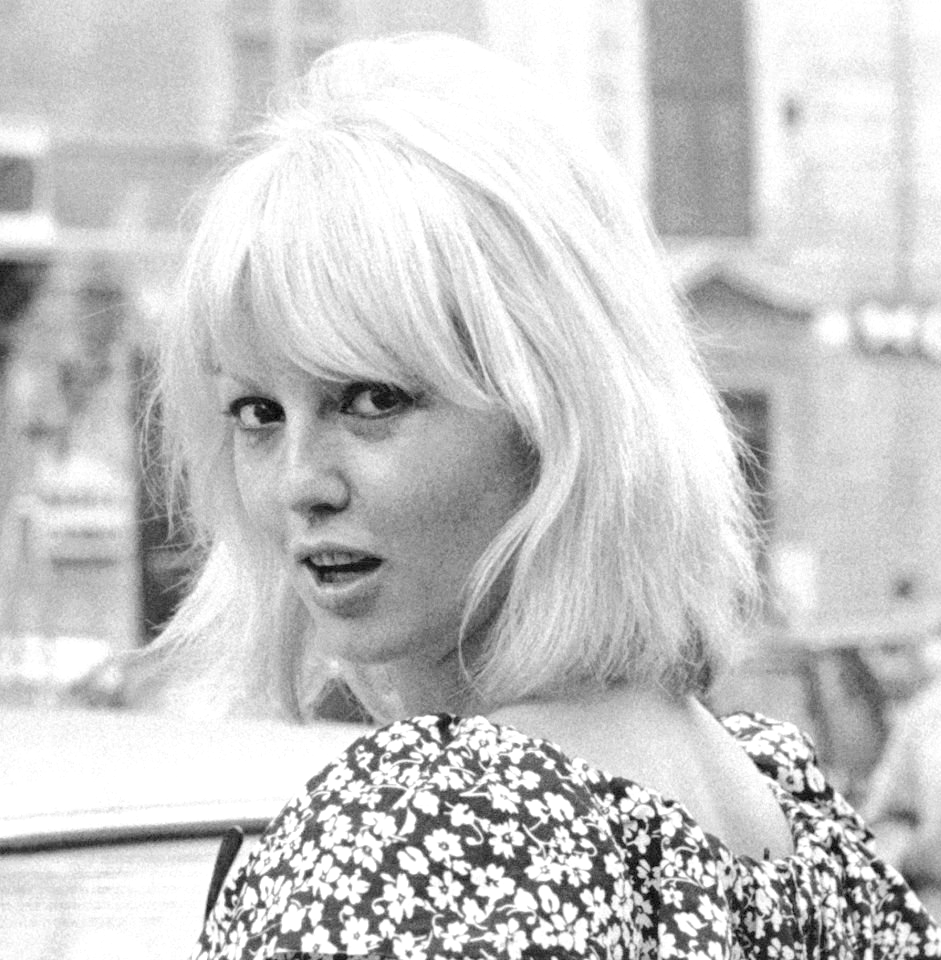
1965年
1959年6月、東京都の読売ホールで「フランス映画祭」（主催：ユニフランス、日本映画海外普及協会、外国映画輸入配給協会）が開催され、ドモンジョとジュリアン・デュヴィヴィエが出席した。写真は6月9日に開かれた歓迎パーティーで日本の女優たちに囲まれるドモンジョ[2]。

## 主な出演作品
| 公開年 | 邦題 原題                                             | 役名                     | 備考                        |
| ------ | ----------------------------------------------------- | ------------------------ | --------------------------- |
| 1955   | フルフル Frou-Frou                                    |                          |                             |
| 1957   | サレムの魔女 Les Sorcières de Salem                   | アビゲイル・ウィリアムズ |                             |
| 1957   | 女は一回勝負する Une manche et la belle               | エヴァ                   |                             |
| 1958   | 悲しみよこんにちは Bonjour tristesse                  | エルザ                   |                             |
| 1958   | 黙って抱いて Sois belle et tais-toi                   | ヴィルジニー             |                             |
| 1959   | お嬢さん、お手やわらかに! Faibles femmes              | サビーヌ                 |                             |
| 1959   | 上と下 Upstairs and Downstairs                        | イングリッド             |                             |
| 1959   | 狂った夜 La Notte brava                               | ラウラ                   |                             |
| 1959   | マラソンの戦い La Battaglia di Maratona               | アンドロメダ             |                             |
| 1960   | 全艦船を撃沈せよ Sotto dieci bandiere                 | ジジ                     |                             |
| 1960   | ローマの恋 Un Amore a Roma                            | アンナ                   |                             |
| 1961   | 黒い狼 The Singer Not the Song                        | Locha de Cortinez        |                             |
| 1961   | サビーヌの掠奪 Il Ratto delle sabine                  | レア                     |                             |
| 1962   | 女は夜の匂い À cause, à cause d'une femme             | Lisette                  |                             |
| 1963   | シーザーの黄金 Oro per i Cesari                       | ペネロペ                 |                             |
| 1964   | アイドルを探せ Cherchez l'idole                       | 本人役                   |                             |
| 1964   | ファントマ 危機脱出 Fantômas                          | エレーヌ                 |                             |
| 1965   | アンクル・トム Onkel Toms Hütte                       | ハリエット               |                             |
| 1965   | リオの嵐 Furia à Bahia pour OSS 117                   | アナ＝マリー             |                             |
| 1965   | ファントマ 電光石火 Fantômas se déchaîne              | エレーヌ                 |                             |
| 1966   | タヒチの男 Tendre voyou                               | ミュリエル               |                             |
| 1967   | ファントマ ミサイル作戦 Fantômas contre Scotland Yard | エレーヌ                 |                             |
| 1983   | さよなら夏のリセ Surprise Party                       | ジュヌヴィエーヴ         |                             |
| 1984   | ヨーロッパ特急                                        |                          | 日本映画                    |
| 1986   | タキシード Tenue de soirée                            | Wife in house 3          |                             |
| 1991   | ホテル・リッツ The Man Who Lived at the Ritz          | Madame Rochaise          | テレビ映画                  |
| 2004   | あるいは裏切りという名の犬 36 Quai des Orfèvres       | マヌー・ベルリネール     |                             |
| 2004   | 東京タワー                                            |                          | 日本映画                    |
| 2009   | 100歳の少年と12通の手紙 Oscar et la Dame rose         | ローズの母               |                             |
| 2013   | ミス・ブルターニュの恋 Elle s'en va                   | ファンファン             | 日本劇場未公開、WOWOWで放送 |
| 2017   | ルージュの手紙 Sage Femme                             | ロランド                 |                             |

### 註釈
1. ↑  但し、逢坂剛と南伸坊の共著『ハリウッド美人帖』219pでは1938年生まれとなっている。